# Saison 2015 de l'équipe cycliste An Post-ChainReaction
La saison 2015 de l'équipe cycliste An Post-ChainReaction est la dixième de cette équipe.

## Préparation de la saison 2015

### Arrivées et départs
| Arrivées            | Équipe 2014         |
| ------------------- | ------------------- |
| Joshua Edmondson    | Sky                 |
| Aidis Kruopis       | Orica-GreenEDGE     |
| Alexander Maes      | BCV Works-Soenens   |
| Eoin McCarthy       | Terra Safety Shoes  |
| Xandro Meurisse     | Lotto-Belisol U23   |
| Paulius Šiškevičius | Sojasun espoir-ACNC |
| Alistair Slater     | Guidon chalettois   |
| Jordan Stannus      |                     |
| Jens Vandenbogaerde | 3M                  |

| Départs             | Équipe 2015         |
| ------------------- | ------------------- |
| Shane Archbold      | Bora-Argon 18       |
| Marcus Christie     |                     |
| Kevin Claeys        | Colba-Superano Ham  |
| Owain Doull         | Wiggins             |
| Wout Franssen       |                     |
| Kieran Frend        |                     |
| Robert-Jon McCarthy | SEG Racing          |
| Mark McNally        | Madison Genesis     |
| Glenn O'Shea        | Budget Forklifts    |
| Laurent Vanden Bak  | Leopard Development |

## Coureurs et encadrement technique

### Effectif
| Cycliste            | Date de naissance | Nationalité      | Équipe 2014           |  |
| ------------------- | ----------------- | ---------------- | --------------------- |  |
| Sean Downey         | 10 juillet 1990   | Irlande          | An Post-ChainReaction |  |
| Conor Dunne         | 22 janvier 1992   | Irlande          | An Post-ChainReaction |  |
| Joshua Edmondson    | 6 juillet 1992    | Royaume-Uni      | Sky                   |  |
| Aaron Gate          | 26 novembre 1990  | Nouvelle-Zélande | An Post-ChainReaction |  |
| Aidis Kruopis       | 26 octobre 1986   | Lituanie         | Orica-GreenEDGE       |  |
| Alexander Maes      | 20 juin 1993      | Belgique         | BCV Works-Soenens     |  |
| Eoin McCarthy       | 21 septembre 1993 | Irlande          | Terra Safety Shoes    |  |
| Xandro Meurisse     | 31 janvier 1992   | Belgique         | Lotto-Belisol U23     |  |
| Ryan Mullen         | 7 août 1994       | Irlande          | An Post-ChainReaction |  |
| Paulius Šiškevičius | 7 septembre 1993  | Lituanie         | Sojasun espoir-ACNC   |  |
| Alistair Slater     | 11 février 1993   | Royaume-Uni      | Guidon chalettois     |  |
| Jordan Stannus      | 16 mai 1996       | Australie        |                       |  |
| Jens Vandenbogaerde | 6 janvier 1992    | Belgique         | 3M                    |  |
| Jack Wilson         | 10 août 1993      | Irlande          | An Post-ChainReaction |  |

Portraits
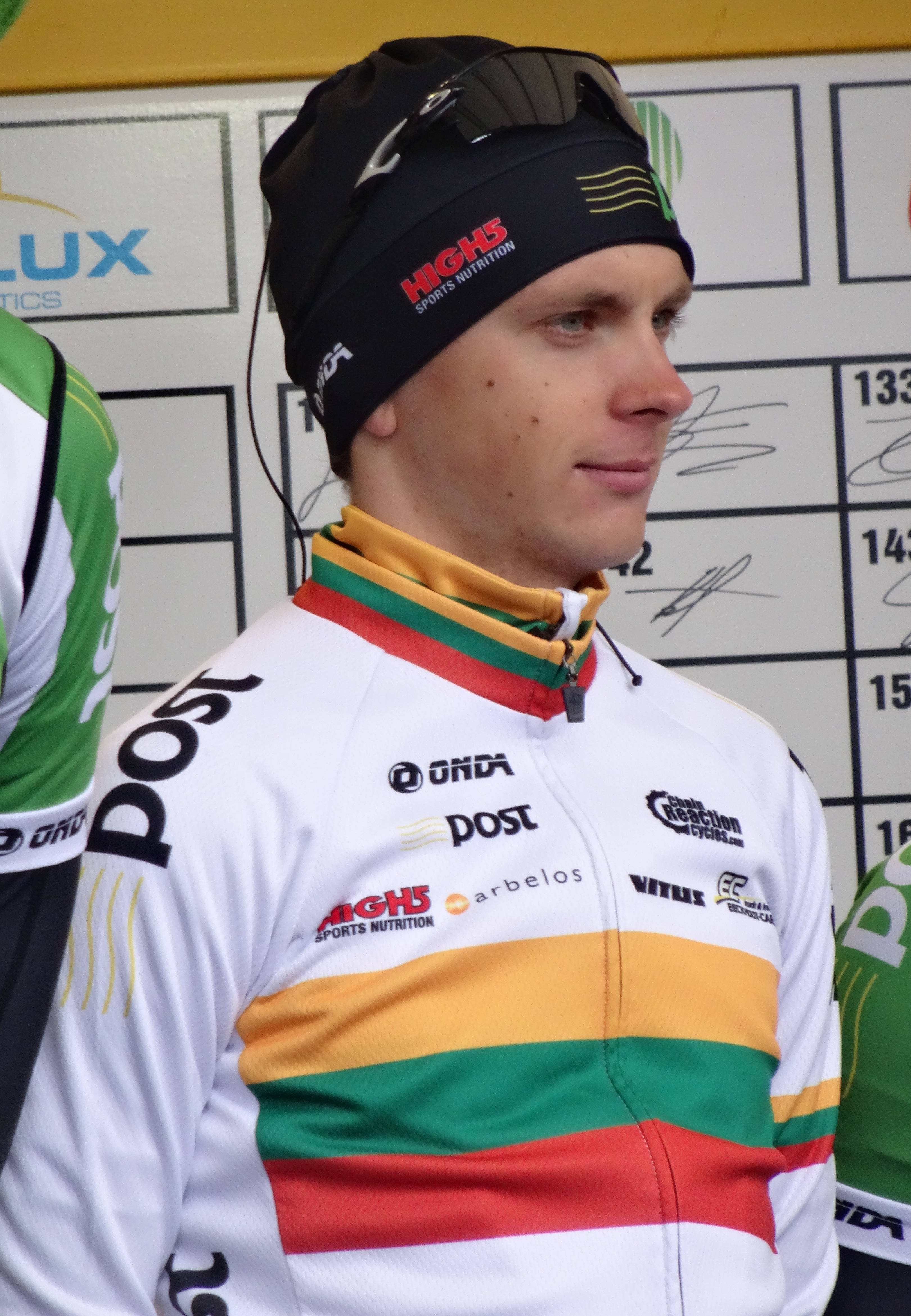
Paulius Šiškevičius.

## Bilan de la saison

### Victoires

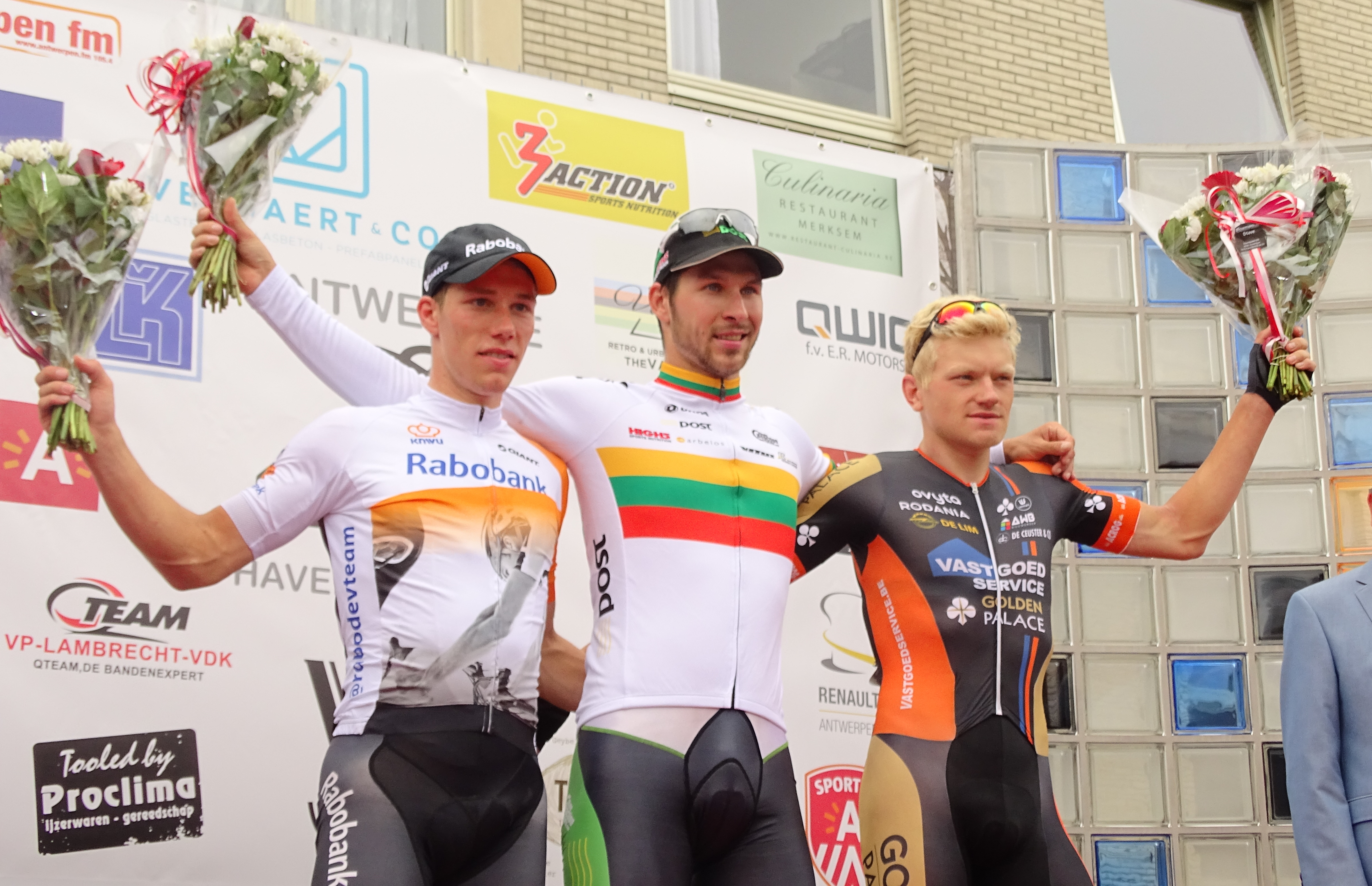
Podium de l'édition 2015 de la Flèche du port d'Anvers : Stan Godrie (2e), Aidis Kruopis (1er) et Gerry Druyts (3e).

| Date       | Course                                              | Pays        | Classe | Vainqueur           |
| ---------- | --------------------------------------------------- | ----------- | ------ | ------------------- |
| 08/05/2015 | 3e étape du Tour d'Azerbaïdjan                      | Azerbaïdjan | 2.1    | Joshua Edmondson    |
| 18/05/2015 | 2e étape de l'An Post Rás                           | Irlande     | 2.2    | Aaron Gate          |
| 20/05/2015 | 4e étape de l'An Post Rás                           | Irlande     | 2.2    | Aidis Kruopis       |
| 21/05/2015 | 5e étape de l'An Post Rás                           | Irlande     | 2.2    | Aaron Gate          |
| 24/05/2015 | 8e étape de l'An Post Rás                           | Irlande     | 2.2    | Aidis Kruopis       |
| 14/06/2015 | 4e étape de la Ronde de l'Oise                      | France      | 2.2    | Joshua Edmondson    |
| 14/06/2015 | Classement général de la Ronde de l'Oise            | France      | 2.2    | Joshua Edmondson    |
| 25/06/2015 | Championnat d'Irlande du contre-la-montre espoirs   | Royaume-Uni | CN     | Ryan Mullen         |
| 25/06/2015 | Championnat d'Irlande du contre-la-montre           | Royaume-Uni | CN     | Ryan Mullen         |
| 26/06/2015 | Championnat de Lituanie du contre-la-montre espoirs | Lituanie    | CN     | Paulius Šiškevičius |
| 28/06/2015 | Championnat de Lituanie sur route espoirs           | Lituanie    | CN     | Paulius Šiškevičius |
| 28/06/2015 | Championnat de Lituanie sur route                   | Lituanie    | CN     | Aidis Kruopis       |
| 09/08/2015 | Flèche du port d'Anvers                             | Belgique    | 1.2    | Aidis Kruopis       |